# Alain IV de Châteaugiron
Alain IV de Châteaugiron  († 21 novembre 1328) est un prélat, évêque de Rennes de 1327 à 1328.

## Biographie
Alain de Châteaugiron est le fils d'Alain III de Châteaugiron, seigneur d'Oudon en 1271 puis seigneur de Châteaugiron av. 1306 du droit de son épouse Jeanne de Châteaugiron, héritière de la lignée aînée et fille de Guillaume de Châteaugiron (attesté en 1293/1294).
Alain est trésorier de la Cathédrale Saint-Pierre de Rennes en 1318 et il devient évêque de Rennes après la mort en novembre 1327 de son oncle l'évêque Alain III de Châteaugiron, demi frère de son père. Il meurt  âgé de 43 ans le 21 novembre 1328, après un épiscopat de 17 mois et il est inhumé dans le déambulatoire du chœur de sa cathédrale derrière le maître autel. Son tombeau ouvert en 1756 portait l'insctpition: «  Hic Jacet Alanus de Castrogiron Epicopus Redonensis Obiit anno Millesimo CCC XXVIII. Anima eius Requiescat in Pace »

### Armoiries
Il portait:  
- De vair a une bande chargée de coquille

## Source
- (la) Jean-Barthélemy Hauréau, Gallia Christiana, vol. XIV Provincia Turonensi, Paris, Firmin-Didot, 1856, p. 756 Ecclesia Redonensis XLI Alanus IV.